# Emily Batty
Emily Batty (* 16. června 1988 Oshawa, Kanada) je kanadská cross-country cyklistka, soutěžící na závodech na horských kolech. Je šampionem Panamerických her a v roce 2014 získala stříbrnou medaili na Hrách Commonwealthu. V roce 2015 získala zlatou medaili na Panamerických hrách v Torontu.

## Kariéra
Svou kariéru zahájila v roce 1999 a v roce 2001 se účastnila soutěže v Kanadské Cup Series. V sezóně 2010 jezdila pro tým Trek World Racing v UCI Mountain Bike World Cupu. Batty přešla na Subaru-Trek tým v roce 2011.
V roce 2015 získala zlatou medaili na Panamerických hrách. Na letních olympijských hrách v roce 2012 jezdila se zlomenou klíční kostí. Kvůli zdravotním komplikacím skončila na 24. místě. Po olympijských hrách se na stupně vítězů dostala v roce 2014 na Hrách Commonwealthu v Glasgow.

## Životopis
Narodila se v Ontariu a vyrůstala ve sportovně založené rodině. Má dva starší bratry a mladší sestru, z nichž všichni závodí. V průběhu závodu nosí perlový náhrdelník, který našla mezi šperky své matky, když jí bylo 11 let. Od roku 2013[potřebuje aktualizovat] jezdí v týmu Trek Factory Racing. Jejím trenérem je Adam Morka, který je zároveň jejím snoubencem.Na každém závodě ji uvidíte namalovanou.